# Joe Bouchard
Pour les articles homonymes, voir Bouchard.
Joe Bouchard (né Joseph Bouchard, le 9 novembre 1948, à Watertown (État de New York) est un bassiste américain. Durant l'été 1970, il rejoint officiellement un groupe qui deviendra le Blue Öyster Cult, après avoir joué occasionnellement avec eux pendant quelques années. Guitariste à l'origine, il se met à la basse pour le BÖC en formation en remplacement d'Andy Winters.
Les textes de chanson écrits par Joe, tels que « Nosferatu », « Light Years of Love » ou « Hot Rails to Hell », traitent souvent de thèmes fantastiques.
En 1986, Joe quitte le Blue Öyster Cult et se consacre depuis à plusieurs projets musicaux, dont le Spencer Davis Group, et apparaît sur quelques enregistrements de Deadringer et de Fabienne Shine.